# Elaeagnus × submacrophylla
Elaeagnus × submacrophylla, anteriormente conocido como Elaeagnus × ebbingei, es un híbrido entre Elaeagnus macrophylla y Elaeagnus pungens. Varios cultivares, entre ellos el Gilt Edge se cultivan en jardines como plantas ornamentales. Tanto el híbrido como el Gilt Edge recibieron el Galardón al Mérito en Jardinería de la Real Sociedad de Horticultura.

## Descripción
Elaeagnus × submacrophylla es un arbusto siempreverde que crece hasta unos 4 metros de altura. El haz de sus hojas es verde oscuro, a veces con aspecto metálico; su envés es plateado y escamoso. Durante el otoño brotan unas flores en forma de tubo, pequeñas y perfumadas.

## Taxonomía
El híbrido fue descubierto por el jardinero holandés Simon Doorenbos en 1929 cuando era director del Departamento de Parques de La Haya. Sembró las semillas de varias especies de Elaeagnus, que crecieron juntas. Entre ellas estaban E. macrophylla y E. pungens. Doorenbos le dio al híbrido el sobrenombre de ebbingei en honor a J.W.E. Ebbinge, y el nombre E. × ebbingei fue ampliamente utilizado hasta que se llegó a la conclusión de que el nombre preferido era E. × submacrophylla, publicado por Camille Servettaz en 1909. E. × ebbingei actualmente se considera un nombre "inválido".

## Cultivares
Los cultivares incluyen:
- Albert Doorenbos: de hojas grandes y verdes.
- Compacta: planta enana.
- Costal Gold: de hojas anchas, y de color amarillo pálido en el centro al madurar.
- Gilt Edge AGM: de hojas con el centro verde oscuro y los bordes amarillo/dorado. Algunas especies crecen de forma descontrolada y son consideradas malezas.[4]
- Limelight: de hojas con zonas centrales amarillas y de color verde pálido al madurar. Sus flores desprenden aromas agradables.[5]
- La Haya: de hojas verdes pequeñas.

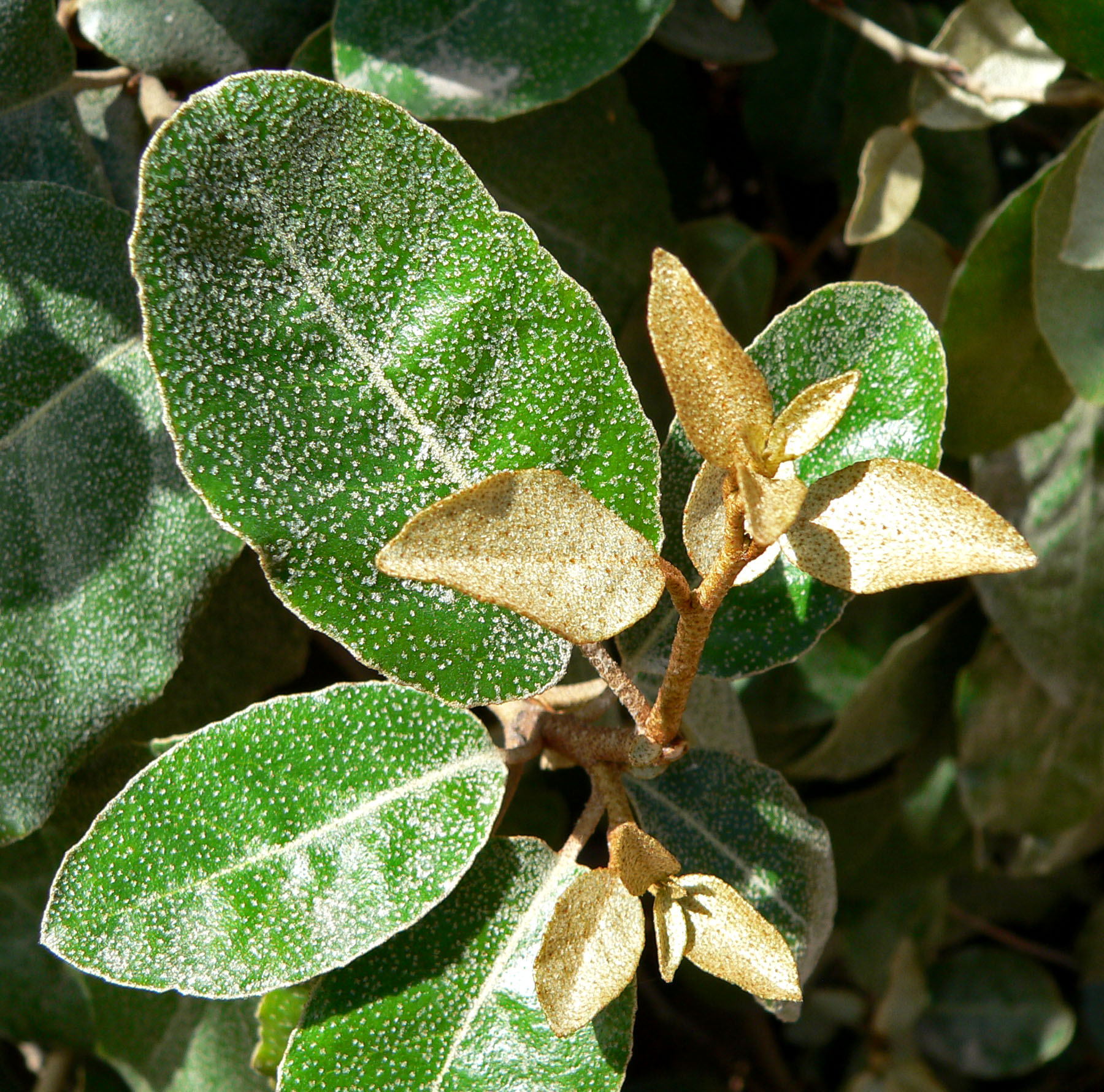
Hojas jóvenes
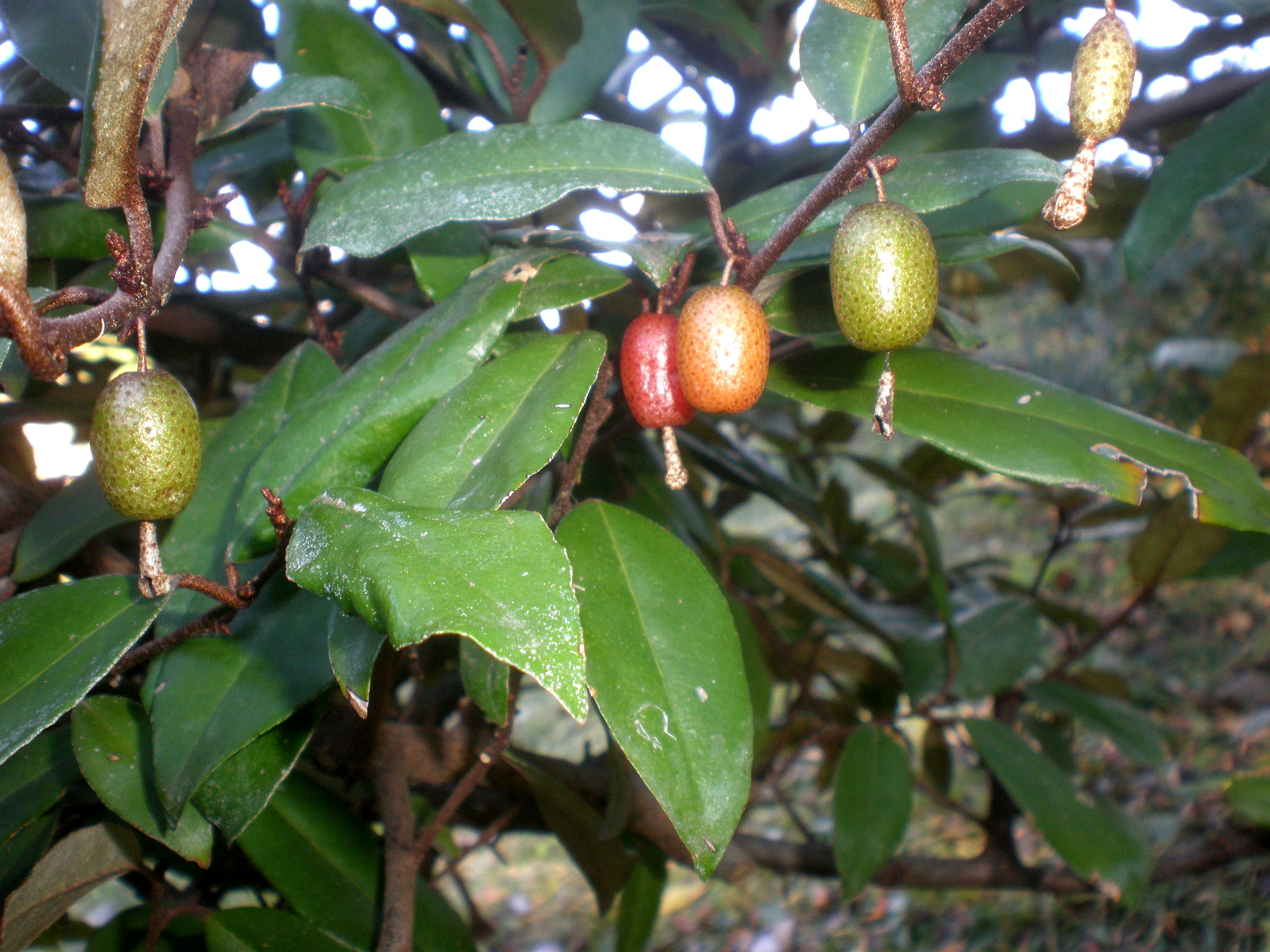
Frutos
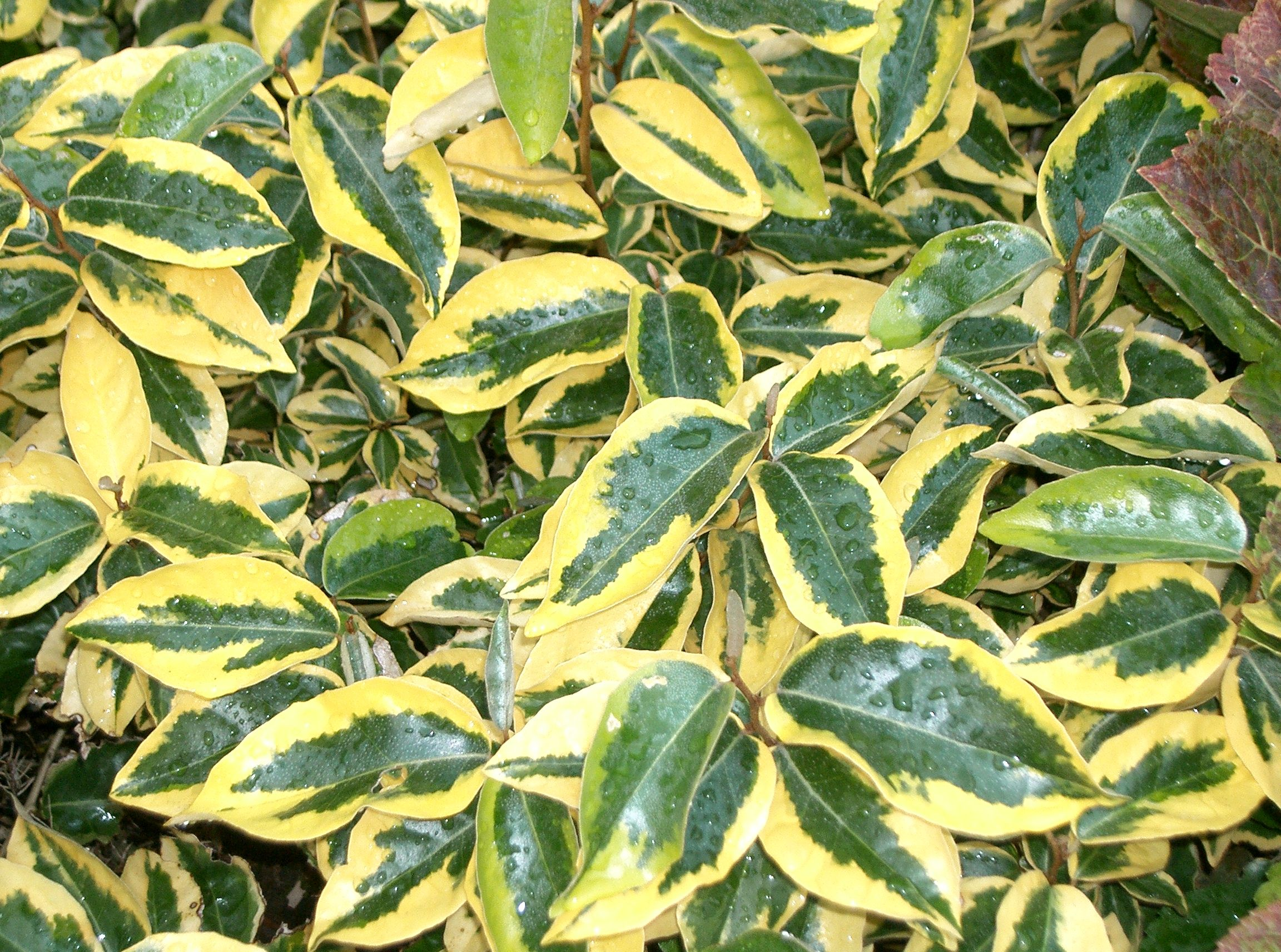
Cultivar Gilt Edge
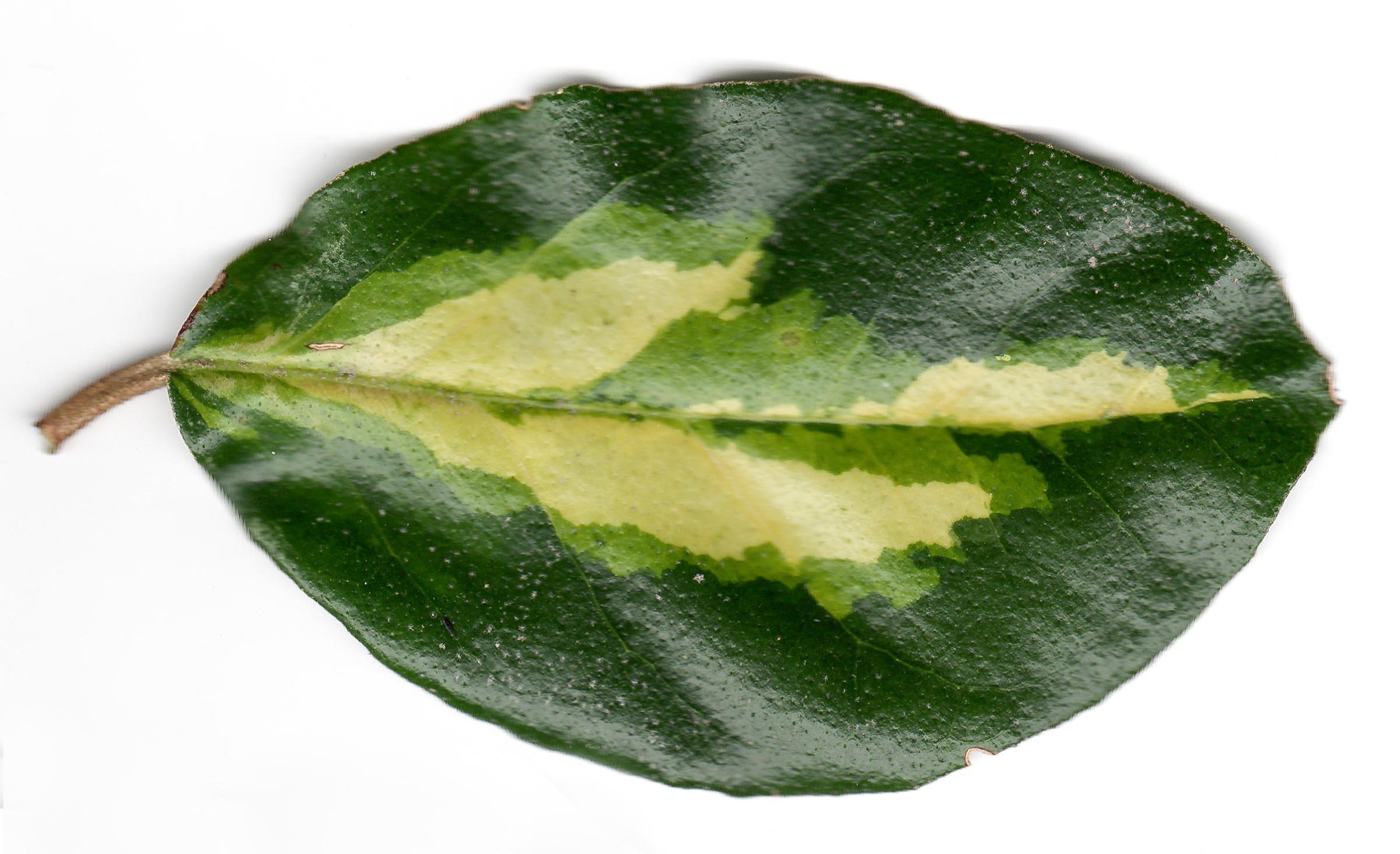
Cultivar Limelight